# Mexique aux Jeux olympiques d'été de 1984
Le Mexique aux Jeux olympiques d'été de 1984 a envoyé une délégation composée de 101 compétiteurs dans 19 disciplines sportives.

## Médaillés mexicains
- Or
  - Ernesto Canto - Athlétisme, 20 km marche
  - Raúl González - Athlétisme, 50 km marche

- Argent
  - Raúl González - Athlétisme, 20 km marche
  - Héctor López - Boxe, poids coq hommes
  - Daniel Aceves - Lutte, moins de 52 kg (gréco-romaine) hommes

- Bronze
  - Manuel Youshimatz - Cyclisme sur piste, course aux points hommes